# Евпатриди
Евпатри́ди (дав.-гр. Εὐπατρίδαι — від εὖ, «хороший, славний» и πατήρ, «батько») — ті, що походять від благородних батьків) — назва аристократичної верхівки у Стародавніх Афінах, громадяни, які мали найбільше прав і розпоряджались землею.
Евпатриди були однією із трьох філ вільного населення поряд з геоморами і деміургами. За переказами вони утворились за Тесея. Початково в руках евпатридів зосереджувалася вся повнота влади. Тільки евпатриди могли обиратися на посаду архонта і бути членами ареопагу. Після демократичних змін Солона і Клісфена, евпатриди втратили свої привілеї.
У Фівах афінським евпатридам за громадським статусом відповідали «спарти» (дав.-гр. σπαρτοί), в Халкіді — «гіппоботи» (грец. ῾Ιπποβόται), в Колофоні і Магнесії — «гіппотрофи» (грец. ἱπποτρόφοι), в Еретрії — «вершники» (грец. ἱππεύς), на Самосі і у Сіракузах— «геомори» («гамори», грец. γεωμόροι, γάμοροι).